# Young Guns (band)

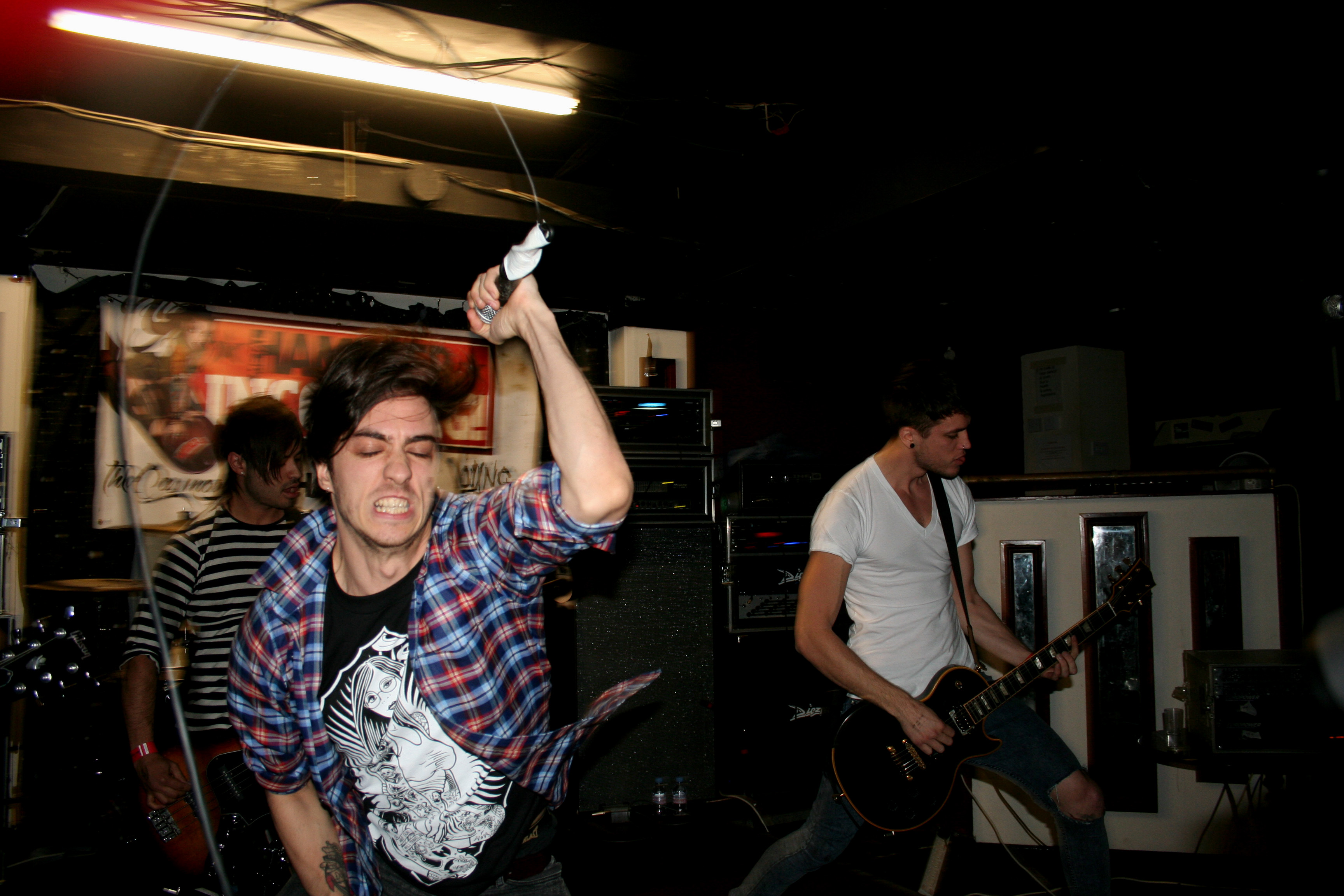
Young Guns

Young Guns is een alternatieve rockband die in 2003 gevormd werd in Buckinghamshire, Engeland. Op 22 juni 2009 brachten zij hun debuut-ep Mirrors uit. Hiermee verzorgden zij het voorprogramma van The Blackout op hun Europese tour, waarmee ze naamsbekendheid verwierven. Ook hebben zij naast The Blackout, My Passion en All Time Low op het podium van de Kerrang! Relentless Energy Drink Tour 2010 gestaan. Hun debuutalbum All Our Kings Are Dead werd op 12 juli 2010 uitgebracht.

## Bezetting
- Gustav Wood - Zang
- John Taylor - Gitaar
- Fraser Taylor - Gitaar
- Simon Mitchell - Basgitaar
- Ben Jolliffe - Drum

## Discografie

### Ep's
2009
Mirrors
2012
Acoustic EP

### Albums
2010
All Our Kings Are Dead
2012
Bones
2015
Ones and Zeros

### Singles
2009
Weight Of The World
2010
Winter Kiss
Sons of Apathy
Crystal Clear
2011
Learn my Lesson